# فرودگاه جنوب غرب هوستن
فرودگاه جنوب غرب هوستن (به انگلیسی: Houston Southwest Airport) یک فرودگاه همگانی بهره‌برداری هوایی است که یک باند فرود آسفالت دارد و طول باند آن ۱۵۲۵ متر است. این فرودگاه در شهر هیوستون کشور ایالات متحده آمریکا قرار دارد و در ارتفاع ۲۱ متری از سطح دریا واقع شده‌است.